# محمد عبد المقتدر خان
محمد عبد المقتدر خان (مواليد 1966) هو أكاديمي أمريكي من أصل هندي وأستاذ في قسم العلوم السياسية والعلاقات الدولية في جامعة ديلاوير. خان هو المدير المؤسس لبرنامج الدراسات الإسلامية في الجامعة. كان رئيس قسم العلوم السياسية ومدير الدراسات الدولية في كلية أدريان [الإنجليزية]. كان زميلًا غير مقيم كبير في مؤسسة بروكينجز من عام 2003 إلى عام 2008. وكان زميلًا بارزًا في معهد السياسة الاجتماعية والتفاهم من عام 2011 إلى عام 2014، وهو زميل بارز في مركز السياسة العالمية منذ عام 2014. حصل على درجة الدكتوراه في العلاقات الدولية والفلسفة السياسية والفكر السياسي الإسلامي من جامعة جورج تاون في أيار 2000.[بحاجة لمصدر]
إن محمد من أصل هندي، ويُعتبر من دعاة التغيير في معاملة المرأة في بعض المجتمعات الإسلامية، ويُوصف بأنه تقليدية وليبرالي. يدافع خان عن التفكير المستقل، ويقول إن عدم قدرة المسلمين على الحفاظ على الحوار مع الزمن والنص هو ما يجعل التعاليم الإسلامية تبدو في بعض الأحيان غير منسجمة مع العصر أو غير متسامحة.
وقد أدلى خان بشهادته في جلسات استماع استضافتها لجنة العلاقات الخارجية بمجلس الشيوخ الأمريكي ولجنة القوات المسلحة بمجلس النواب الأمريكي. وهو زميل في معهد السياسة الاجتماعية والتفاهم، وكان رئيسًا ونائبًا للرئيس وأمينًا عامًا لجمعية العلماء الاجتماعيين المسلمين. في تشرين الأول 2008، حصل خان على جائزة السير سيد أحمد خان لخدمة الإسلام من جامعة عليكرة الإسلامية.[بحاجة لمصدر]
ويدير موقعين إلكترونيين يحفظان مقالاته: الاجتهاد وجلوكال آي يكتب خان في منتدى الإيمان لصحيفة واشنطن بوست ونيوزويك.

## فهرس
- الإسلام والحكم الرشيد: فلسفة سياسية للإحسان ((ردمك 978-1-349-71814-6) ، بالجريف ماكميلان، 2019).
- المسلمون الأمريكيون: جسر بين الإيمان والحرية ((ردمك 1-59008-012-2) ، أمانا، 2002).
- الجهاد من أجل القدس: الهوية والاستراتيجية في العلاقات الدولية(ردمك 0-275-98014-6) ، براجر، 2004).
- الخطاب الديمقراطي الإسلامي: النظرية والنقاشات والمنظورات الفلسفية(ردمك 0-7391-0645-7) ، كتب ليكسينغتون، 2006).
- مناقشة الإسلام المعتدل: الجغرافيا السياسية للإسلام والغرب(ردمك 0874809010) ، مطبعة جامعة يوتا، 2007).

## روابط خارجية
- موقع إلكتروني
- الملف الشخصي في جامعة ديلاوير